# Opsaridium loveridgii
 Opsaridium loveridgii és una espècie de peix d'aigua dolça de la família dels ciprínids i de l'ordre dels cipriniformes de Tanzània. Fa ser descrit per J.R. Norman el 1922. Els adults poden assolir els 10 cm de longitud total.